# Средковец
Средковец (болг. Средковец) — село в Болгарии. Находится в Шуменской области, входит в общину Каолиново. Население составляет 721 человек.

## Политическая ситуация
В местном кметстве Средковец, в состав которого входит Средковец, должность кмета (старосты) исполняет Рефат Мустафа Мехмед (Движение за права и свободы (ДПС)) по результатам выборов правления кметства.
Кмет (мэр) общины Каолиново — Нида Намыков Ахмедов Движение за права и свободы (ДПС)) по результатам выборов в правление общины.